# Daewoo Labo
Daewoo Labo — микровэн южнокорейской компании GM Daewoo. Выпускается с 1991 года и является почти полной копией Suzuki Carry. На данный момент производится второе поколение автомобиля.
На некоторых рынках Daewoo Labo известен Chevrolet CMP.
Выпускается микроавтобус Daewoo Damas.
Damas и Labo оснащаются двигателем объёмом 0,8 л и механической КПП. В качестве опции заказного оборудования предлагается кондиционер.
С 1996 года Daewoo Labo выпускается на заводе УзДэу в Узбекистане.
С 27 июля 2015 года под брендом Chevrolet серийно выпускается на заводе «Хорезм Авто» в городе Питнак, Хорезмская область, Республика Узбекистан.

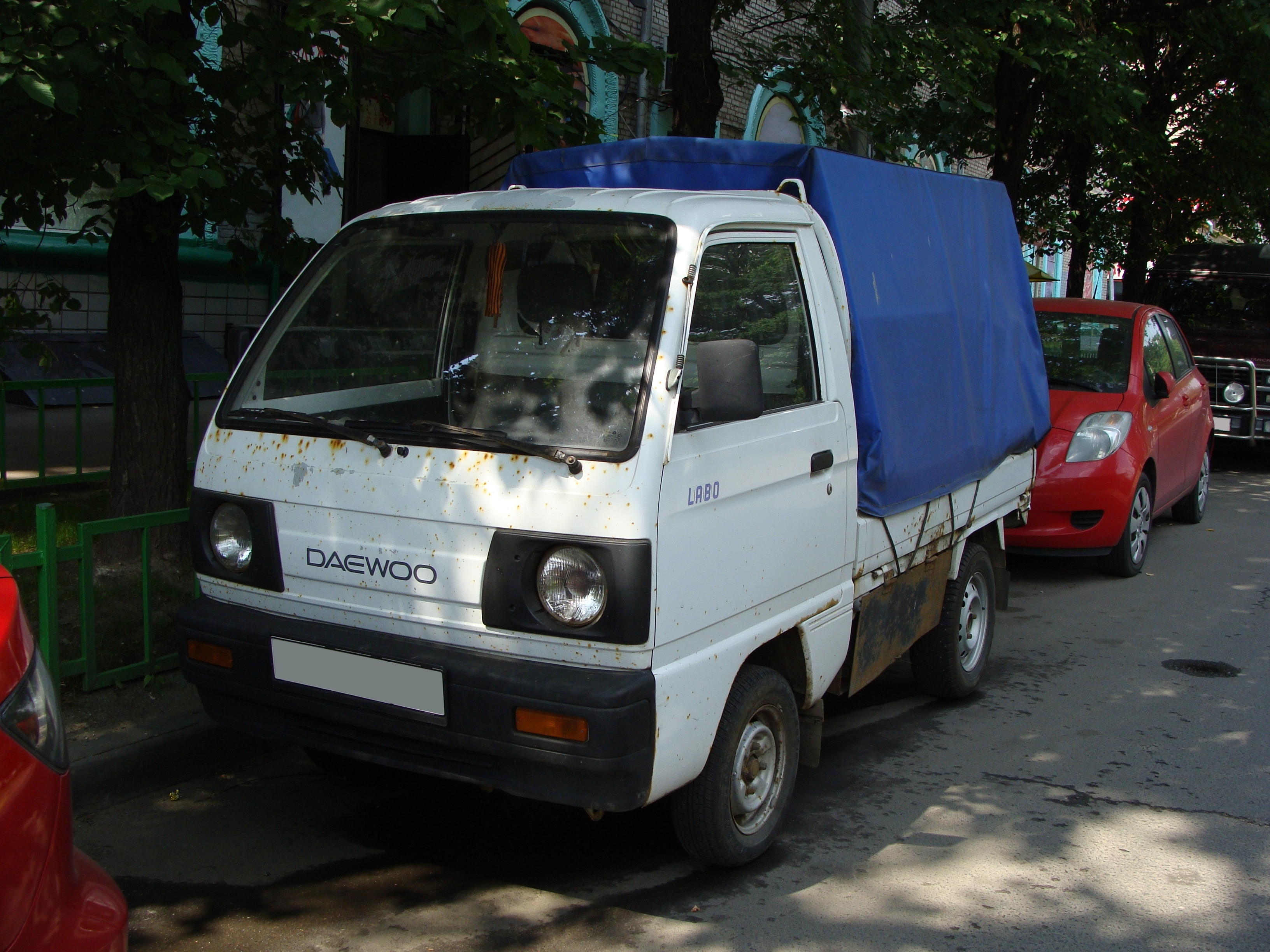
Вид спереди.
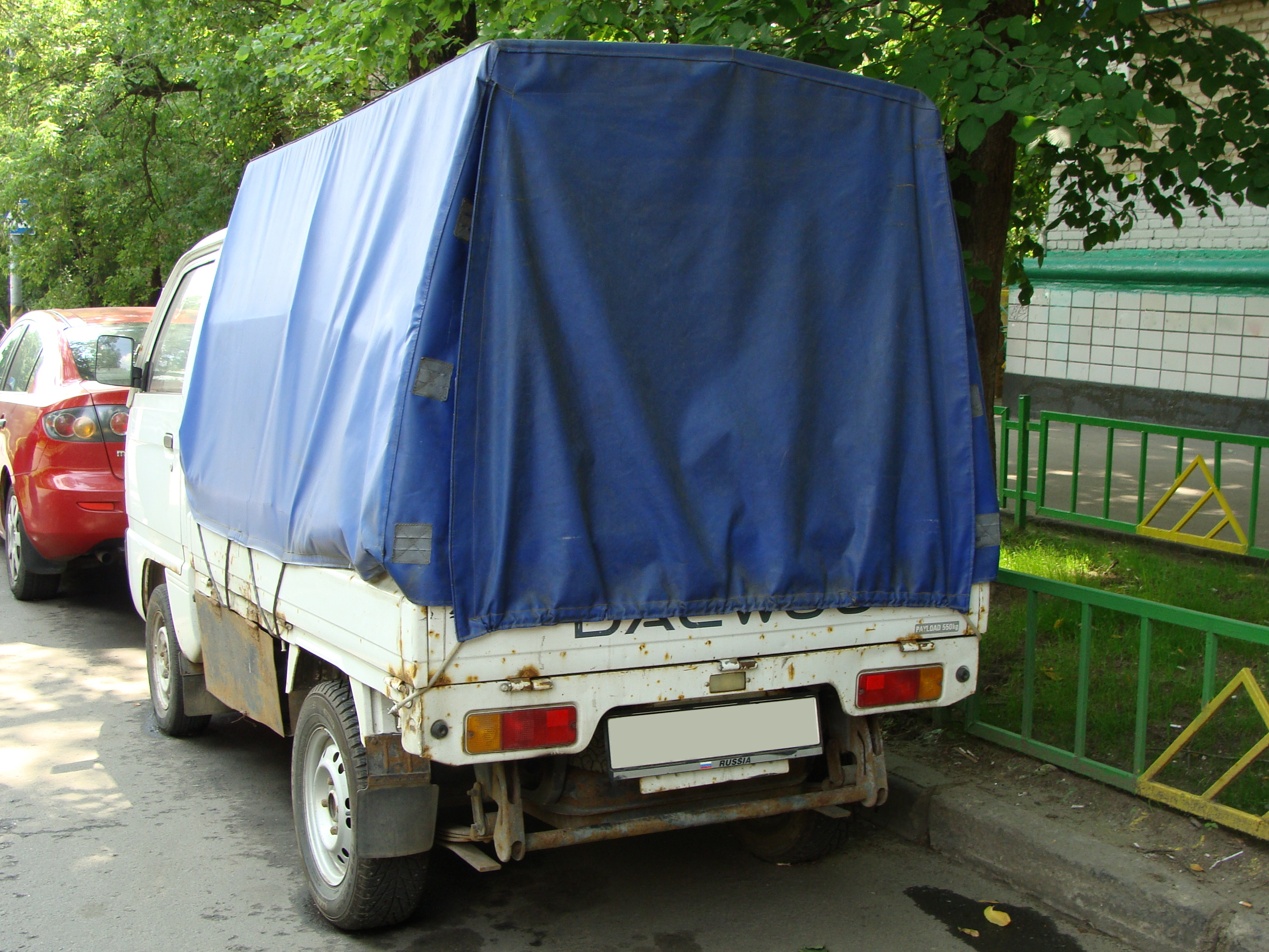
Вид сзади.